# Cantón Isabela
Isabela es un cantón cuya municipalidad está en la provincia de Galápagos. Su cabecera cantonal es la ciudad de Puerto Villamil.  Su población es de 2.256 habitantes lo convierte en el segundo cantón de Ecuador menos poblado, solo detrás del cantón Pablo Sexto en la provincia oriental de Morona Santiago, y que con una superficie de 5.368 km² lo convierte en el sexto cantón más extenso del país.
El cantón Isabela es el cantón menos densamente poblado del país con apenas 0,42 hab/km², lo que contrasta con el cantón La Libertad en la provincia de Santa Elena, en la costa continental que es el cantón más densamente poblado de Ecuador.
Es el cantón más occidental del país, de hecho la ciudad de Puerto Villamil es la última ciudad del país en ver salir el sol, y la isla Darwin es el punto geográfico más al occidente de toda la República de Ecuador.
Su alcalde actual para el período 2023-2027 es Alfredo Morocho.

## División política
Isabela tiene dos parroquias:

### Parroquias urbanas
- Puerto Villamil (cabecera cantonal)

### Parroquias rurales
- Tomás de Berlanga (Santo Tomás)

con las islas bajo la jurisdicción cantonal
- Charles Darwin "Culpepper"
- Fernandina “Narborough”
- Teodoro Wolf “Wenmen”

y sus islotes cercanos.